# Poksta
Poksta (ros. Покста) – wieś (dieriewnia) w Rosji, w obwodzie kirowskim, w rejonie tużyński. W 2010 liczyła 222 mieszkańców.